# 노상현
노상현(Steve Sanghyun Noh, 1990년 7월 19일~)은 대한민국의 모델 및 배우이다.

## 학력
- 뱁슨 칼리지 (경제학 / 학사)

## 소속사
- 에코글로벌그룹

## 출연 작품

### 드라마
- 2017년 《오늘도 형제는 평화롭다》 - 이윤 역
- 2020년 《진흙탕 연애담 시즌2》 - 이성철 역
- 2020년 《삼백살, 20학번》 - 전강운 역
- 2022년 《파친코》 - 백이삭 역
- 2022년 《커튼콜》 - 리문성 역
- 2022년 《연예인 매니저로 살아남기》 - 이상욱 역
- 2023년 《사운드트랙 2》 - 지수호 역
- 2024년 《피타는 연애》 - 존 킴 역
- 2024년 《파친코 시즌 2》 - 백이삭 역

### 영화
- 2015년 《악인은 살아 있다》 - 20대 남자 역
- 2018년 《신 전래동화》 - 크리스 정 역
- 2018년 《그 여름에 봄》 - 데이비드 역
- 2019년 《돈》 - 해외영업팀 브로커 역
- 2023년 《우리 사랑이 향기로 남을 때》 - 제임스 역
- 2024년 《대도시의 사랑법》 - 장흥수 역

### 예능
- 도포자락 휘날리며 (2022년)
- 런닝맨 (2024년)
- 배우 반상회 (2024년)

### 뮤직비디오
- 티아라 《왜 이러니》 (2010년)

### CF
- 쉐보레 크루즈 (2015년)
- 도루코 페이스 (2020년)
- 미래에셋대우 (2020년)

## 수상 목록
- 2024년 제45회 청룡영화상 신인남우상 (대도시의 사랑법)
- 2024년 제11회 한국영화제작가협회상 신인배우상 (대도시의 사랑법)
- 2024년 씨네21 영화상 올해의 남자신인배우 (대도시의 사랑법)
- 2025년 제12회 마리끌레르 영화제 마리끌레르상 (대도시의 사랑법)